# Mariah King
Mariah King (ur. 15 listopada 1990 w Chicago) – amerykańska koszykarka występująca na pozycji silnej skrzydłowej.
5 stycznia 2017 została zawodniczką JAS-FBG Zagłębia Sosnowiec.

## Osiągnięcia
Stan na 9 stycznia 2017, na podstawie, o ile nie zaznaczono inaczej.
NCAA
- Mistrzyni sezonu regularnego dywizji zachodniej konferencji Ohio Valley (2013)
- Zaliczona do II składu konferencji Ohio Valley (OVC – 2011, 2012, 2013)

Indywidualne
- Zaliczona przez eurobasket.com do:
  - I składu najlepszych zawodniczek zagranicznych II ligi tureckiej (2015)[3]
  - składu Honorable Mention II ligi tureckiej (2015)[3]